# Rue du Faubourg-Saint-Martin
La rue du Faubourg-Saint-Martin traverse le 10e arrondissement de Paris du sud au nord, reliant la porte Saint-Martin au boulevard de la Villette près de la rotonde de la Villette.

## Situation et accès
Ce site est desservi par les stations de métro Strasbourg - Saint-Denis, Château d'Eau, Gare de l'Est, Château-Landon, Louis Blanc et Stalingrad.

## Origine du nom
La rue du Faubourg-Saint-Martin doit son nom au fait qu'elle traversait le hameau situé à l'extérieur de la porte Saint-Martin du mur d'enceinte qui desservait l'abbaye Saint-Martin-des-Champs et qu'elle est tracée dans le prolongement de la rue Saint-Martin. Le faubourg est primitivement un quartier « fors le bourg » (de l'ancien français « fors », issu du latin foris, « en dehors » et de borc, « bourg », forsborc vers 1200, forbours vers 1260).

## Historique
Le tracé de cette rue est celui de la voie romaine qui partait de Lutèce en allant vers le nord en passant les actuelles rues du Château-Landon, Philippe-de-Girard, de la Chapelle, pour arriver à Saint-Denis.
Elle est citée sous le nom de « Grand rue du faulxbourg Saint Martin » et de « rue du faulxbourg Saint Laurens » dans un manuscrit de 1636.
Elle porta le nom de rue du « Faubourg Saint-Martin », entre le boulevard Saint-Denis et la rue du Château-d'Eau, du fait de sa proximité de la porte et « rue du Faubourg Saint-Laurent » au-delà c'est-à-dire de l'église Saint-Laurent à la barrière Saint-Laurent. 
Ces deux parties ont été réunies sous le nom actuel pendant la Révolution, en portant momentanément le nom de « Faubourg du Nord ».
Une décision ministérielle du 28 messidor an V (16 juillet 1797), signée Pierre Bénézech, confirmée par une ordonnance royale du 4 novembre 1829, a fixé la moindre largeur de cette voie publique à 18 mètres et la plus grande à 36 mètres.
À la suite d’une souscription lancée par des propriétaires du quartier, 30 fontaines, une centaine de candélabres et des urinoirs ont été installés, en 1849, tout le long de la rue. Faute d’entretien, les édicules disparurent vers 1900. Une fontaine a été conservée dans le jardin Villemin - Mahsa Jîna Amini, et deux autres, place Sainte-Croix à Orléans. 

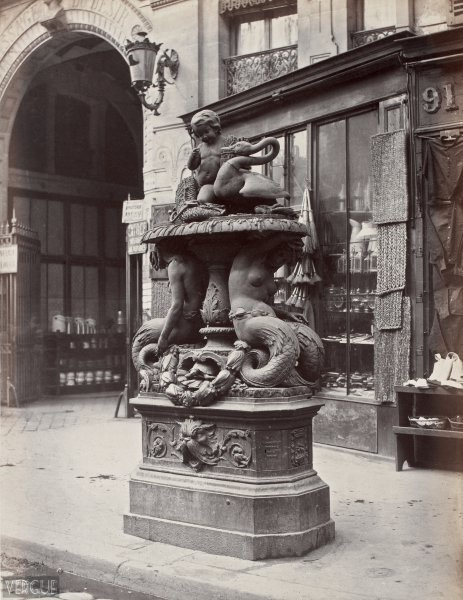
Fontaine au cygne (photo de Charles Marville, 1875).
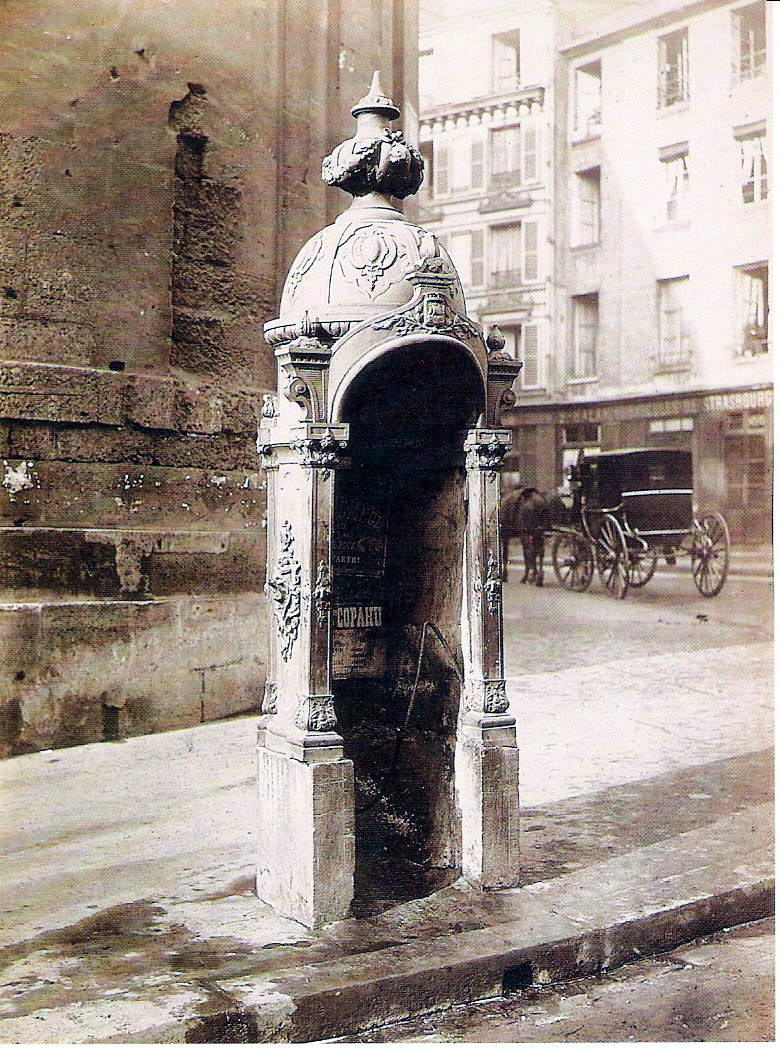
Urinoir (photo de Charles Marville, 1875).
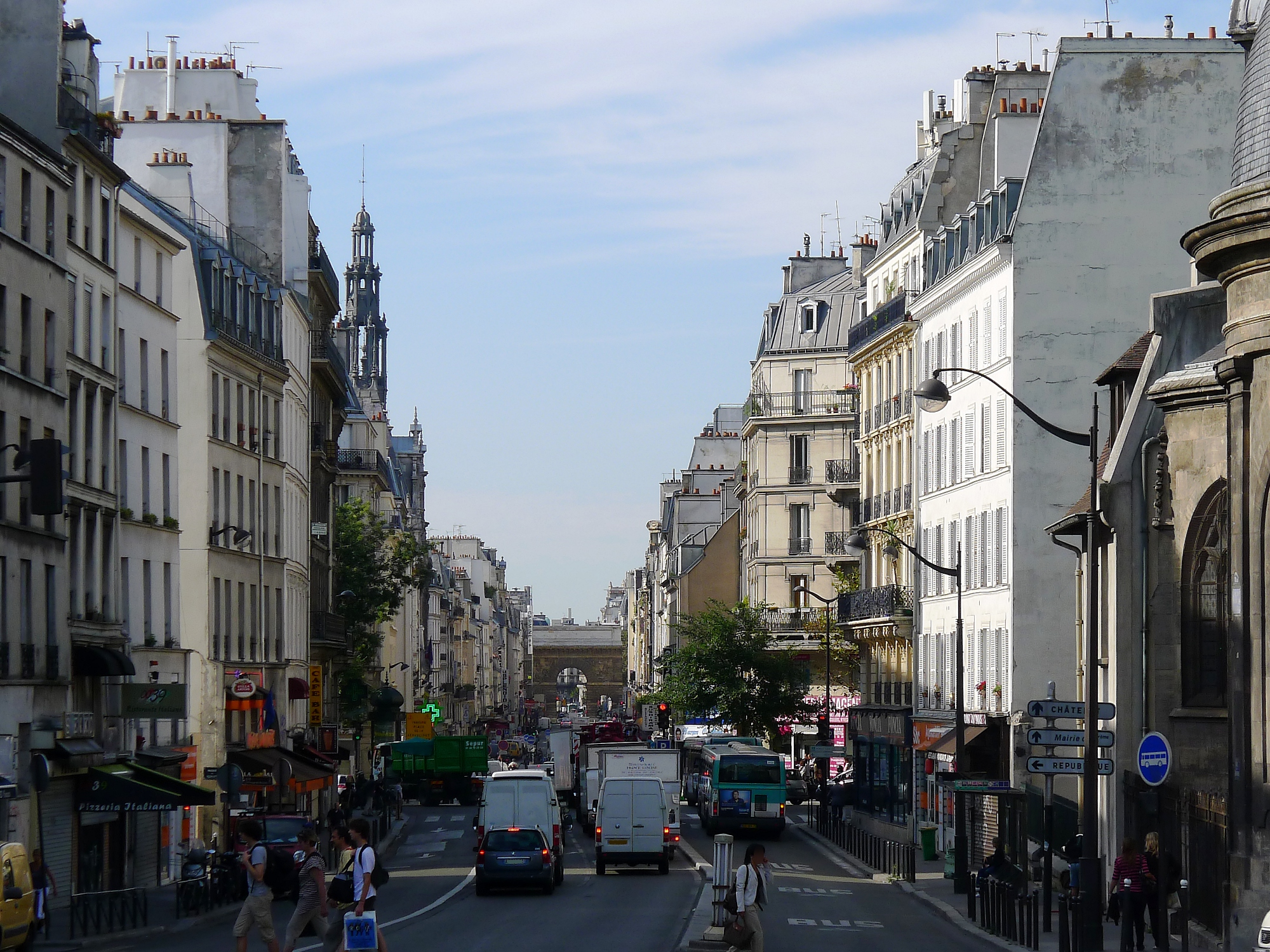
La rue du Faubourg-Saint-Martin (2011) en direction de la porte Saint-Martin.
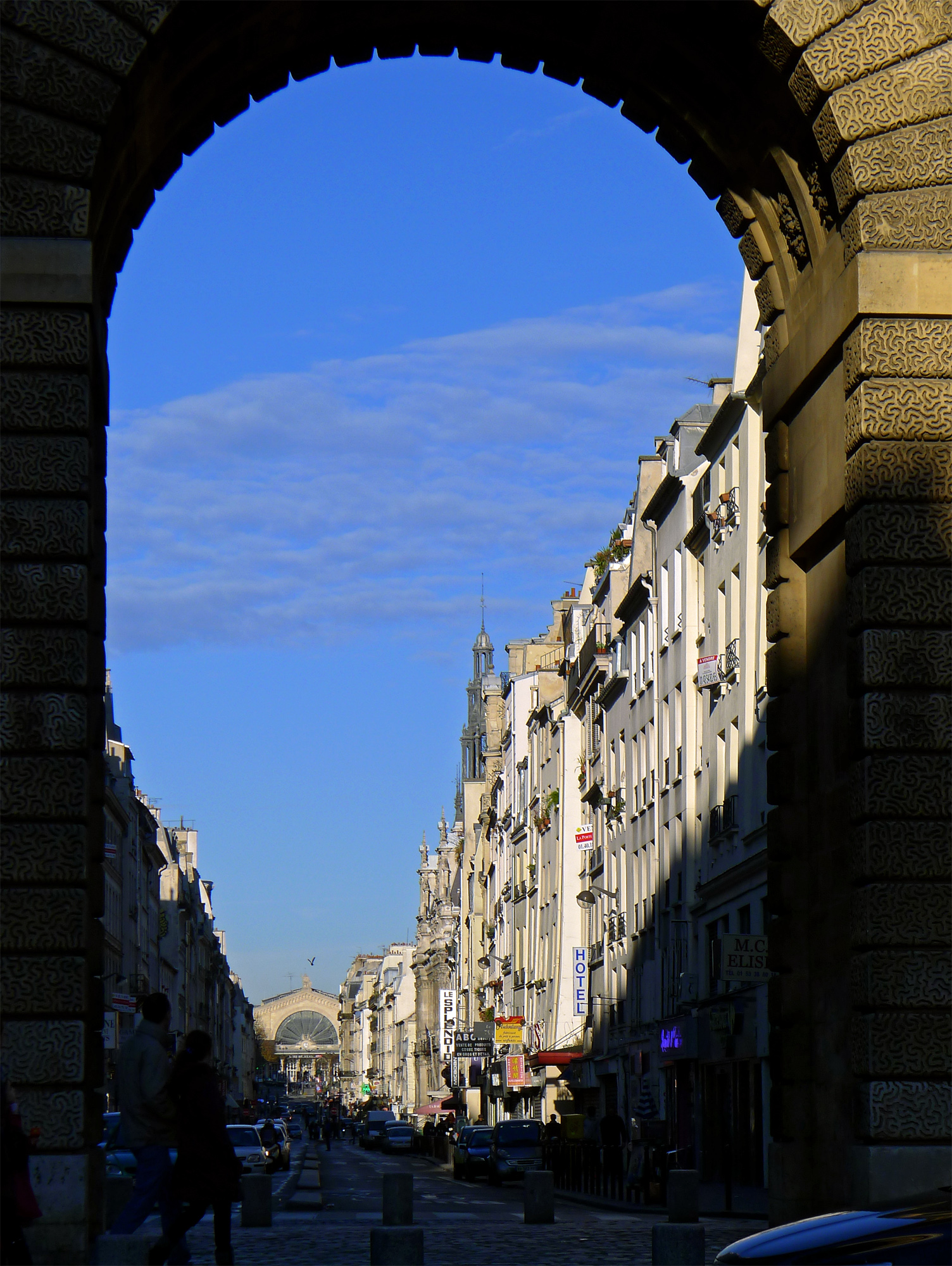
La rue vue en arrière-plan de la porte Saint-Martin.

## Bâtiments remarquables et lieux de mémoire
- Au début de la rue, avant les nos 1-2, porte Saint-Martin.
- No 10 : Le restaurant Distrito Francés Saint Martin, où le vidéaste Jhon Rachid a tourné en décembre 2015 une interview parodique de Pablo Escobar en compagnie de Kemar (second rôle) et Fianso (figurant) notamment.
- No 11 : 
  - Le café Le Batifol[3], près de la porte Saint-Martin, était le rendez-vous des artistes et chanteurs dans les années 1950. Par la suite, dans les années 1960, un club d’échecs et une salle de billard se trouvèrent au 1er étage.
  - Le compositeur Vincent Scotto y a vécu et y est mort en 1952 ;
  -  entrée de service du théâtre Comédia, anciennement l'Eldorado. L'entrée principale est située boulevard de Strasbourg[4].
- Nos 21-25 :  Ancien « cul-de-sac de l'Égout » où « impasse de l'Égout »
- No 34 : lieu de naissance de Paul Feuillâtre (1881-1914).
- No 48 : Mistinguett et Maurice Chevalier se produisirent au théâtre Le Splendid, qui fut transformé en salle de cinéma, puis à nouveau en salle de spectacle dans les années 1980, avec la troupe du Splendid et les Bronzés[5].

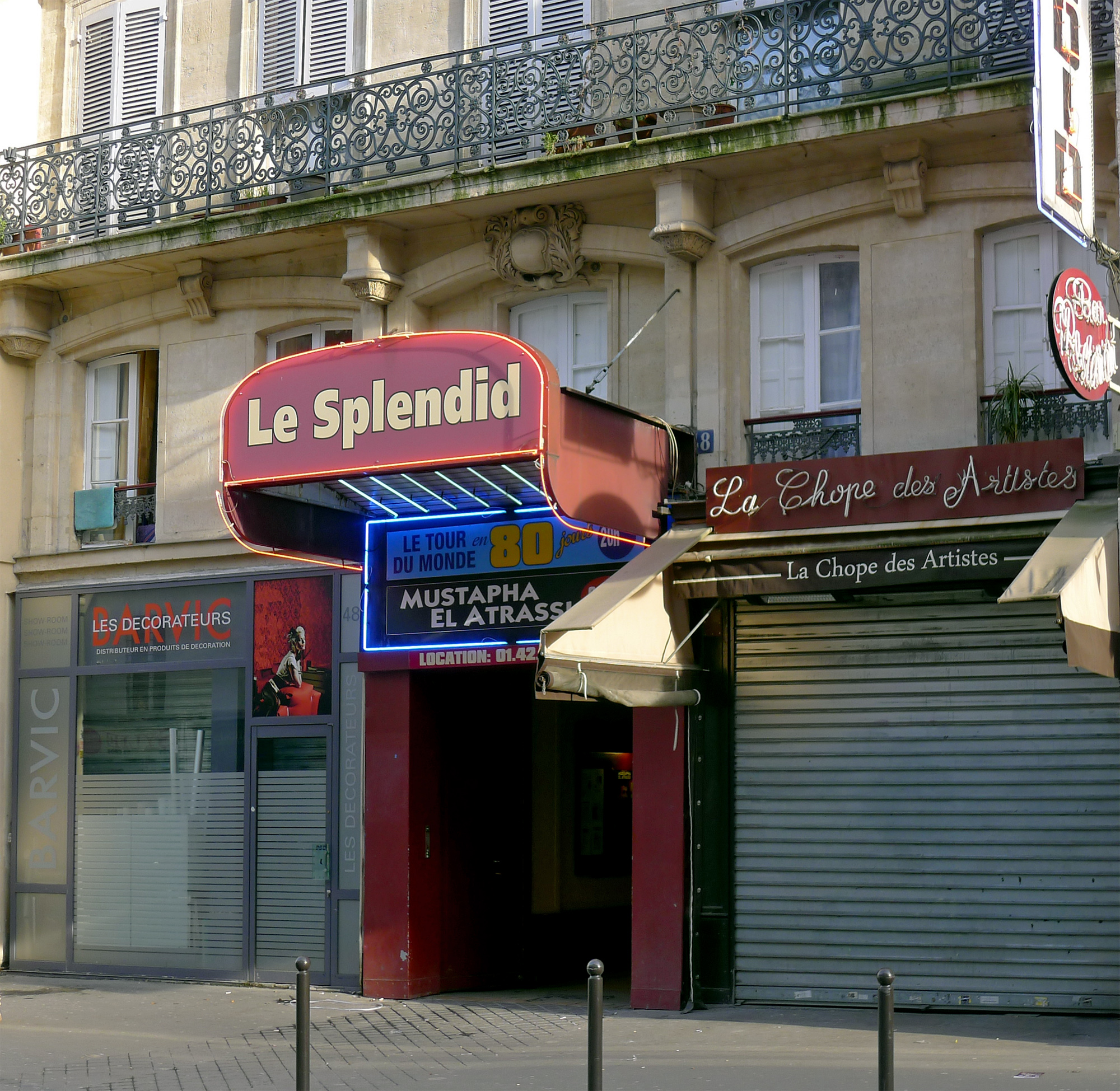
No 48 : Le Splendid en 2014.

- No 59 : Emplacement de l'ancien hôtel du Tillet, où était installée l'Église française fondée en 1831 et interdite en 1843.

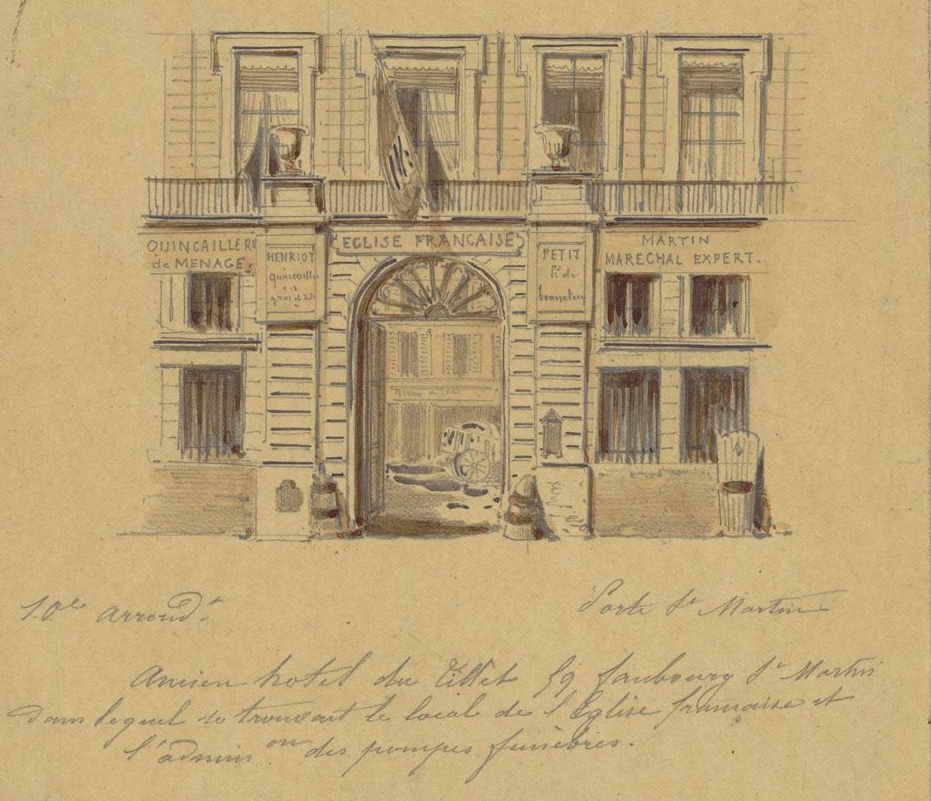
No 59 : L'hôtel du Tillet en 1880 (dessin de Jules-Adolphe Chauvet).

- No 61 : à cette adresse était l’armurerie « La fine lame » dans laquelle Herschel Grynszpan a acheté le pistolet qu’il utilisa, le 7 novembre 1938, pour tuer le diplomate allemand Ernst vom Rath[6].
- No 62 : passage du Marché ouvert en 1858, propriété privée accessible au public.
- No 64 : lieu de naissance de Josée Laval (1911-1992)[7].
- No 65 : emplacement de 1722 à 1787 de la barrière d'octroi appelée « Fausse-Porte Saint Martin ». Elle était placée à l'endroit où la rue franchissait le Grand Égout.
- No 67 : en 1784 est créé le premier grand magasin de Paris, Au Tapis Rouge .

1784 : Au Tapis Rouge ouvre ses portes et présente un assortiment unique de marchandises venues des quatre coins de l'Europe, et avec lui commence l'ère des grands magasins qui feront la gloire de Paris.
1870 : situé au cœur d'un quartier vivant et central, Au Tapis Rouge n'échappe cependant pas aux tourmentes de l'Histoire durant la Commune : ses rayons seront la proie des flammes le 24 mai 1871, pendant la Semaine sanglante. Mais quatre mois à peine après l'incendie, de nouveaux locaux sont présentés au public lors d'une inauguration en grande pompe le 30 septembre 1871.
1910 : coup de théâtre, l'activité du grand magasin change, il se nomme dorénavant « Compagnie générale de l’ameublement », mais le nom de Au Tapis Rouge demeure.
1914 : un certain monsieur Congy exploite là un hôtel de la Renaissance, il n'est plus question du Tapis Rouge.
1944 : les jouets Bern s'installent au Tapis Rouge.
1975 : transformation du Tapis Rouge en une usine de fabrication de mailles, La Chaumière aux Tricots.
1985 : travaux de rénovation et de transformation en centre de congrès.
1989 : fin des travaux. Réouverture sous le nom d'Espace Tapis Rouge, en mémoire de son passé.
Actuellement[Quand ?], le bâtiment est occupé par une salle de congrès et d'évènementiels d'entreprise.

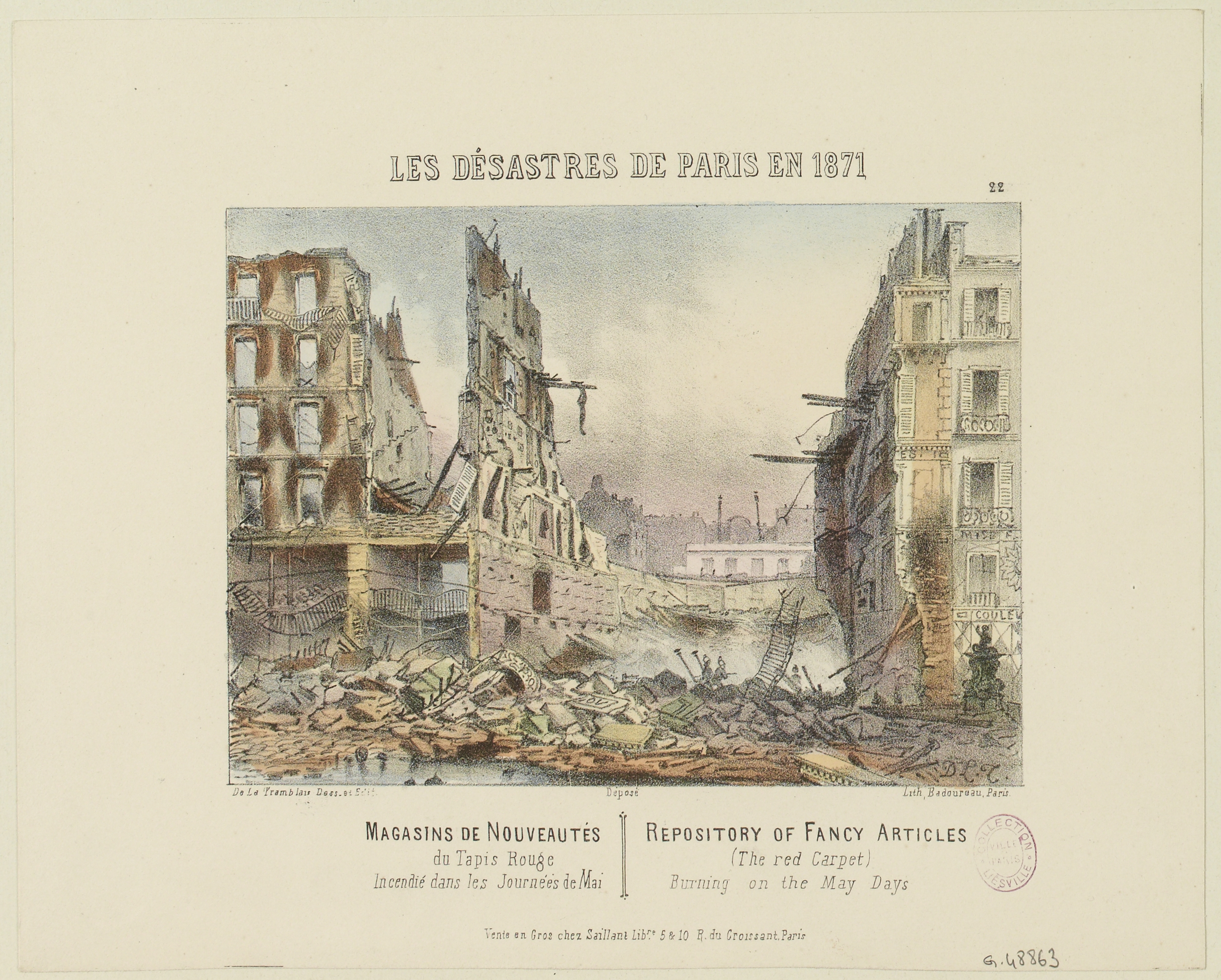
No 67 : les ruines du Tapis Rouge après son incendie par la Commune en 1871.
Affiche pour la réouverture du Tapis Rouge après son incendie.

- Nos 72 au 78 : mairie du Xe arrondissement située sur l'emplacement de l'ancienne caserne Saint-Martin occupée, en 1821, par les 1re et 2e compagnies de la gendarmerie royale de la ville de Paris.

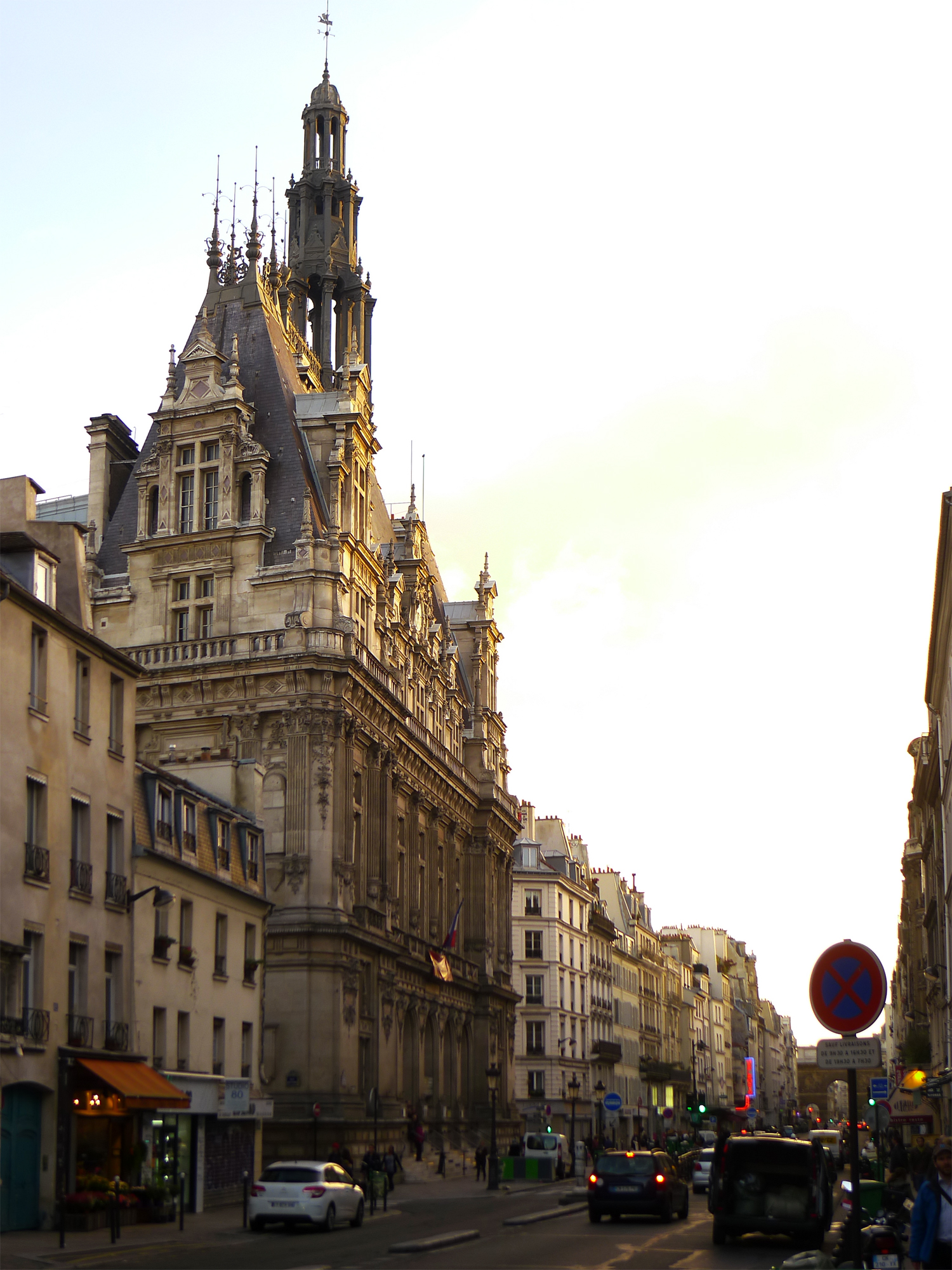
No 72-78 : la mairie du 10e arrondissement.
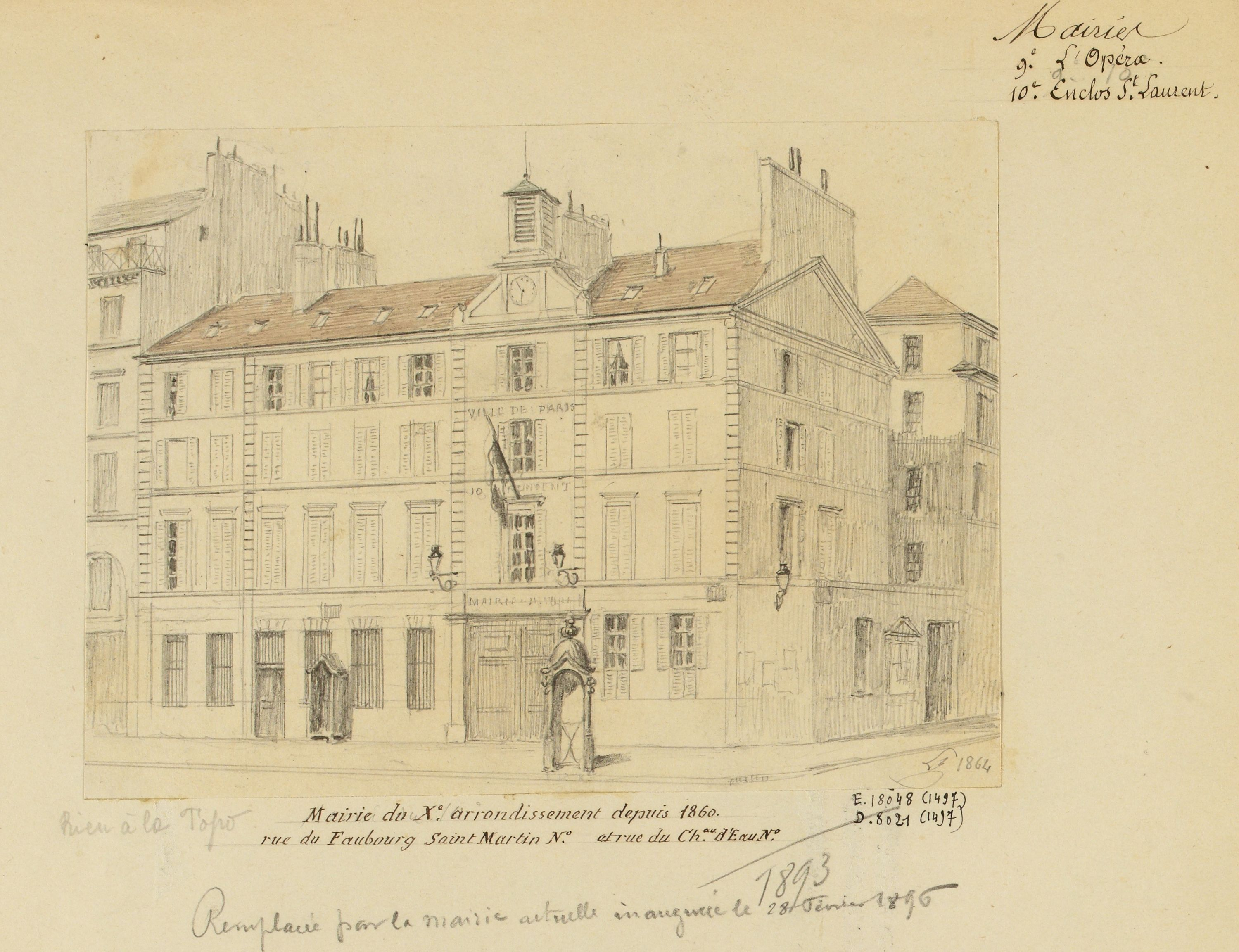
L'ancienne mairie à l'emplacement de l'actuelle (dessin de Léon Leymonnerye de 1864).

- Nos 78 et 80 : aboutissement de la rue Hittorf, ouverte vers 1890/1893 à l'emplacement de l'ancienne « cité Grange ».

- Nos 80 et 82 : maisons (XVIIIe siècle[8],[9] ), celle du no 82 avec une niche dans laquelle est placée une statue[10] figurant une Vierge à l'Enfant.

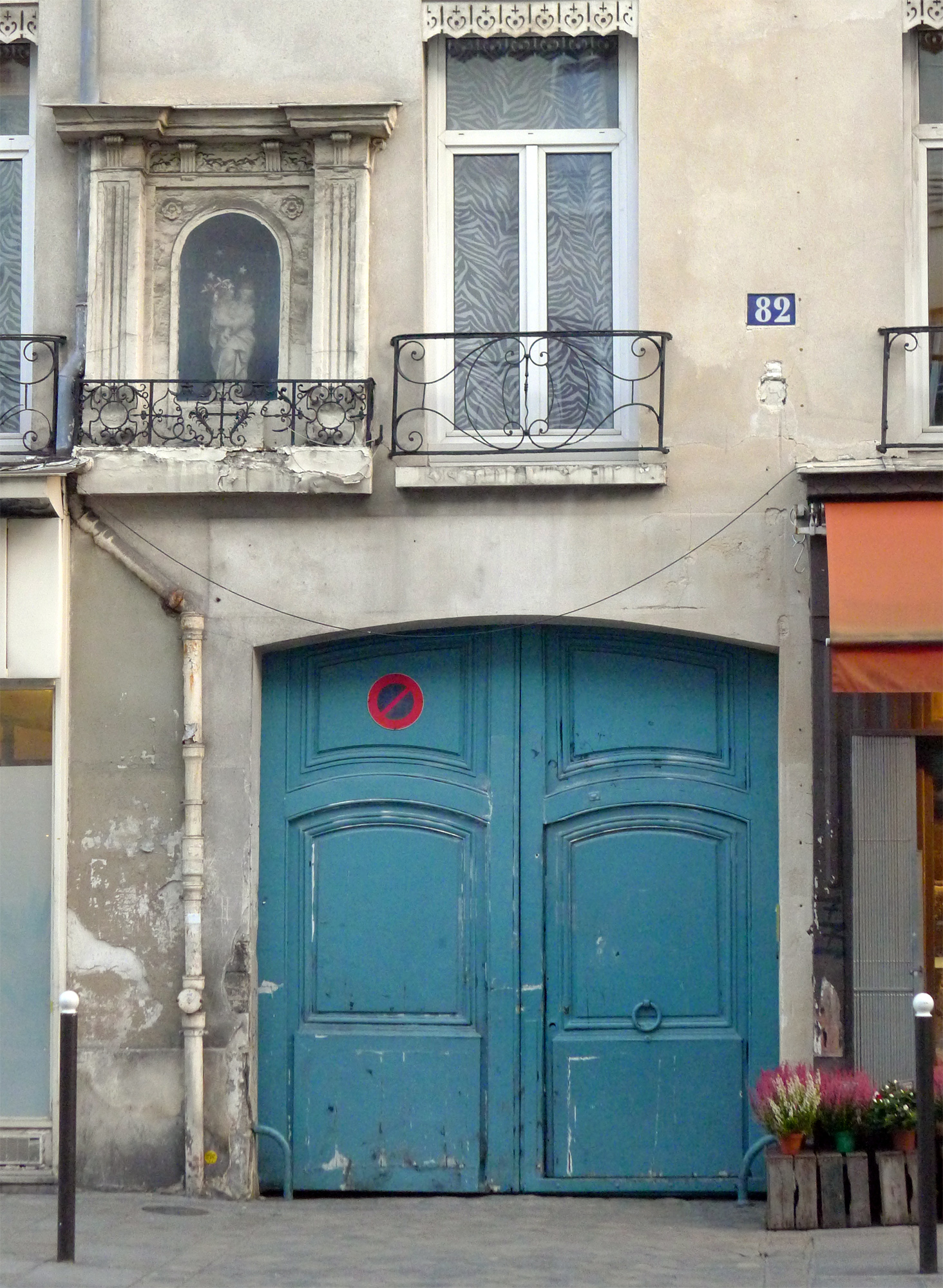
No 82 : le porche d'entrée avec la niche.

- Nos 85 au 87 : ancien magasin de meubles Lévitan[11].

Le bâtiment était à l’origine un magasin de tissus. L’inscription d’origine :  « Aux Classes Laborieuses » est encore visible sur la façade.
Il devient ensuite le « magasin Lévitan », commerce de meubles.
Celui-ci sert de camp d'internement en tant qu'annexe du Camp de Drancy durant la Seconde Guerre mondiale. Des biens spoliés aux Juifs y sont entreposés.
Après la guerre, l’immeuble est reconverti en parking, puis en immeuble de bureaux pour l'agence BETC.

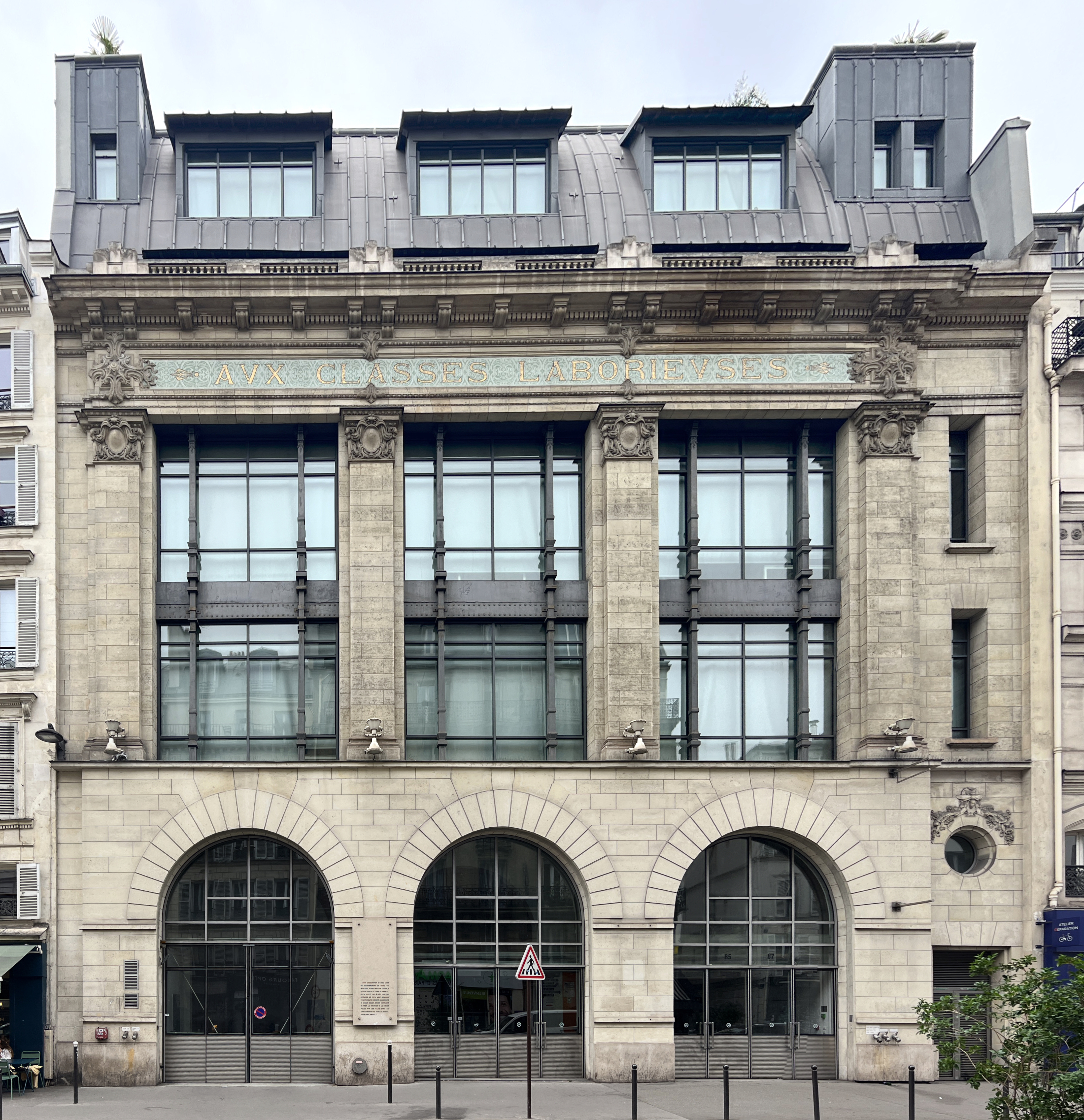
No 85-87 : magasin Aux Classes Laborieuses, puis Lévitan.
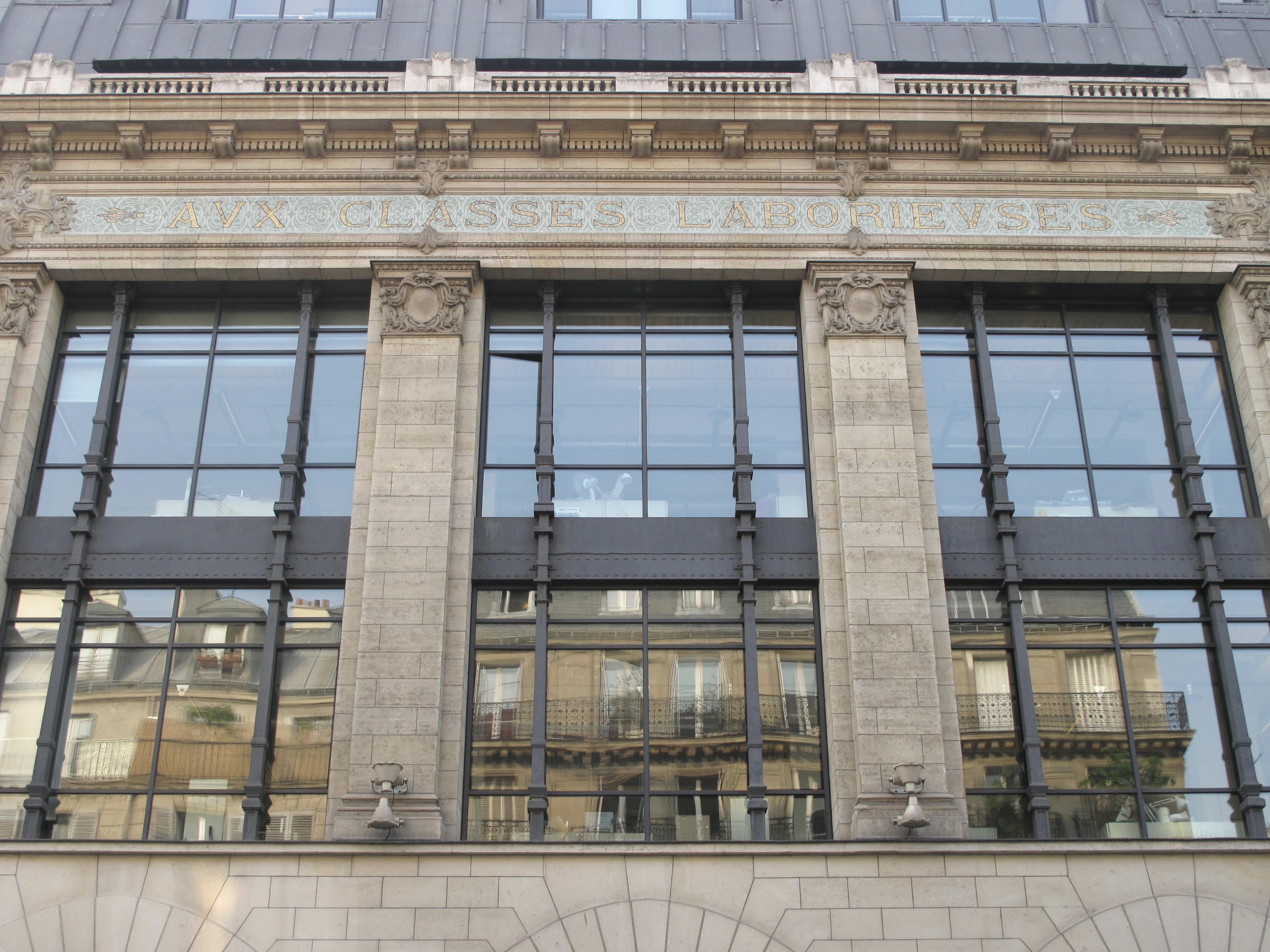
Détail de la façade.

- No 95 : domicile, vers 1848, du graveur Eugène Leguay (né en 1822)[12]. Louise Clarac, deutéragoniste de l'affaire Cremet, y habite lors des faits[13].
- No 99 : ancien débouché de la « cour du Commerce » (avant 1877), ensuite nommée « cour des Vinaigriers » (supprimée)[10].
- No 119 : église et square Saint-Laurent.
- No 129 : siège d'Odysséa.
- Nos 146-154 : couvent des Récollets.
- No 158 : emplacement de la Société des Pneus Larue en 1895.

- No 160 : emplacement, au début du XVIIe siècle, du cimetière du couvent des Récollets. Au XVIIIe siècle, il est remplacé par une maison de campagne, appelée le Château-Vert[14], appartenant à Philippe d'Orléans. Au XIXe siècle, l’endroit est occupé par un dépôt d’omnibus[15],[16].
- No 162 : emplacement de la maison et lieu de décès de Pierre-Alexandre Monsigny (1729-1817).
- No 165 : emplacement de l'hospice du Saint-Nom-de-Jésus fondé par Vincent de Paul en 1653.
- Nos 129-175 : gare de Paris-Est dont elle longe partiellement le côté est. L’extension de la gare, entre 1925 et 1931, a entraîné la destruction des immeubles qui longeaient la rue dans cette partie[17].
- No 206 : emplacement de la maison natale du photographe galeriste Eugène Druet (1867-1916).
- No 234 :  ancienne fabrique de corsets Claverie, fondée en 1860 par Auguste Claverie. La boutique, de style Art Déco (classée monument historique depuis le 29 juin 2011), fut fréquentée par Arletty, Joséphine Baker et Mistinguett.

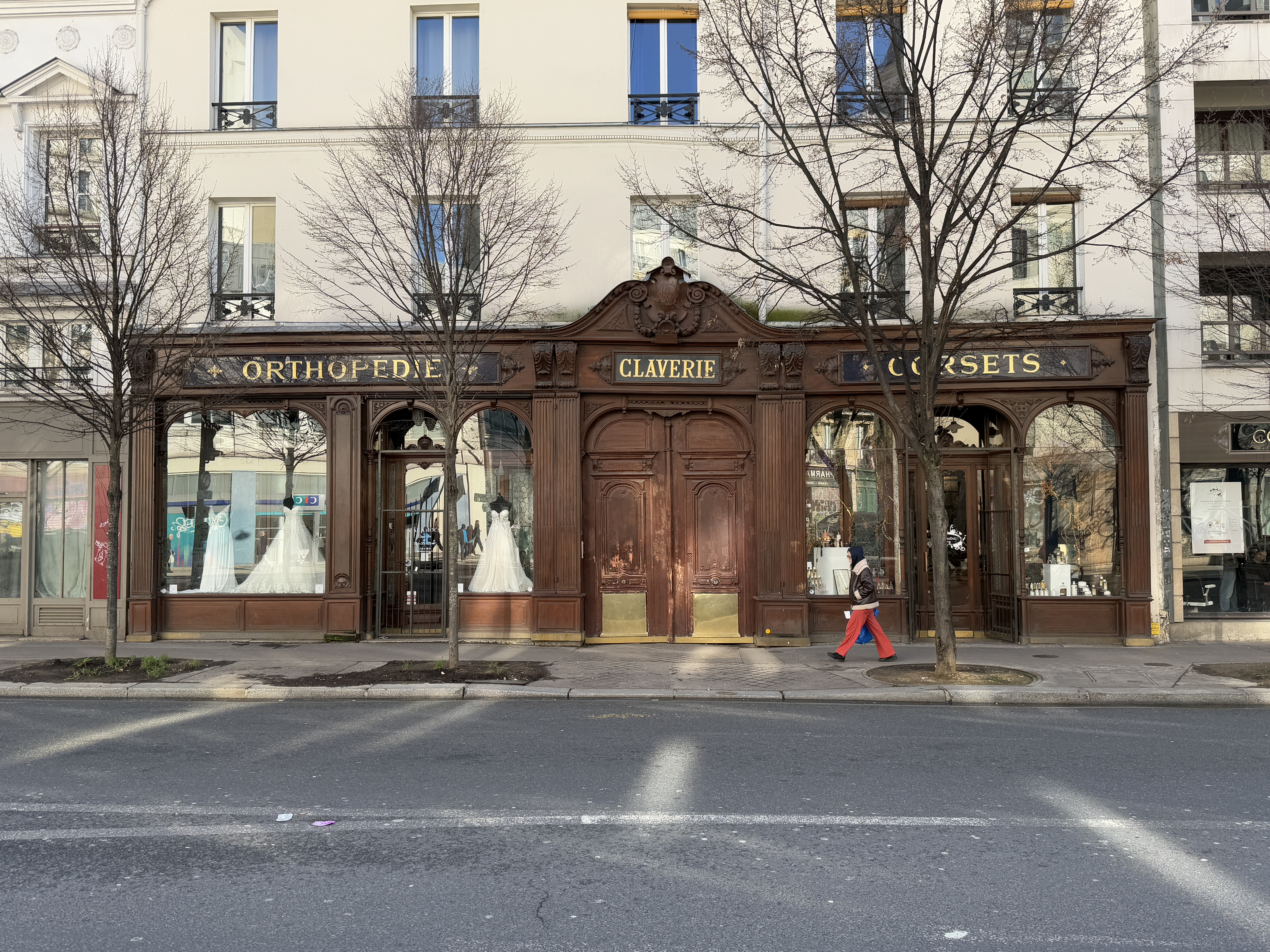
No 234 : ancienne boutique Claverie.
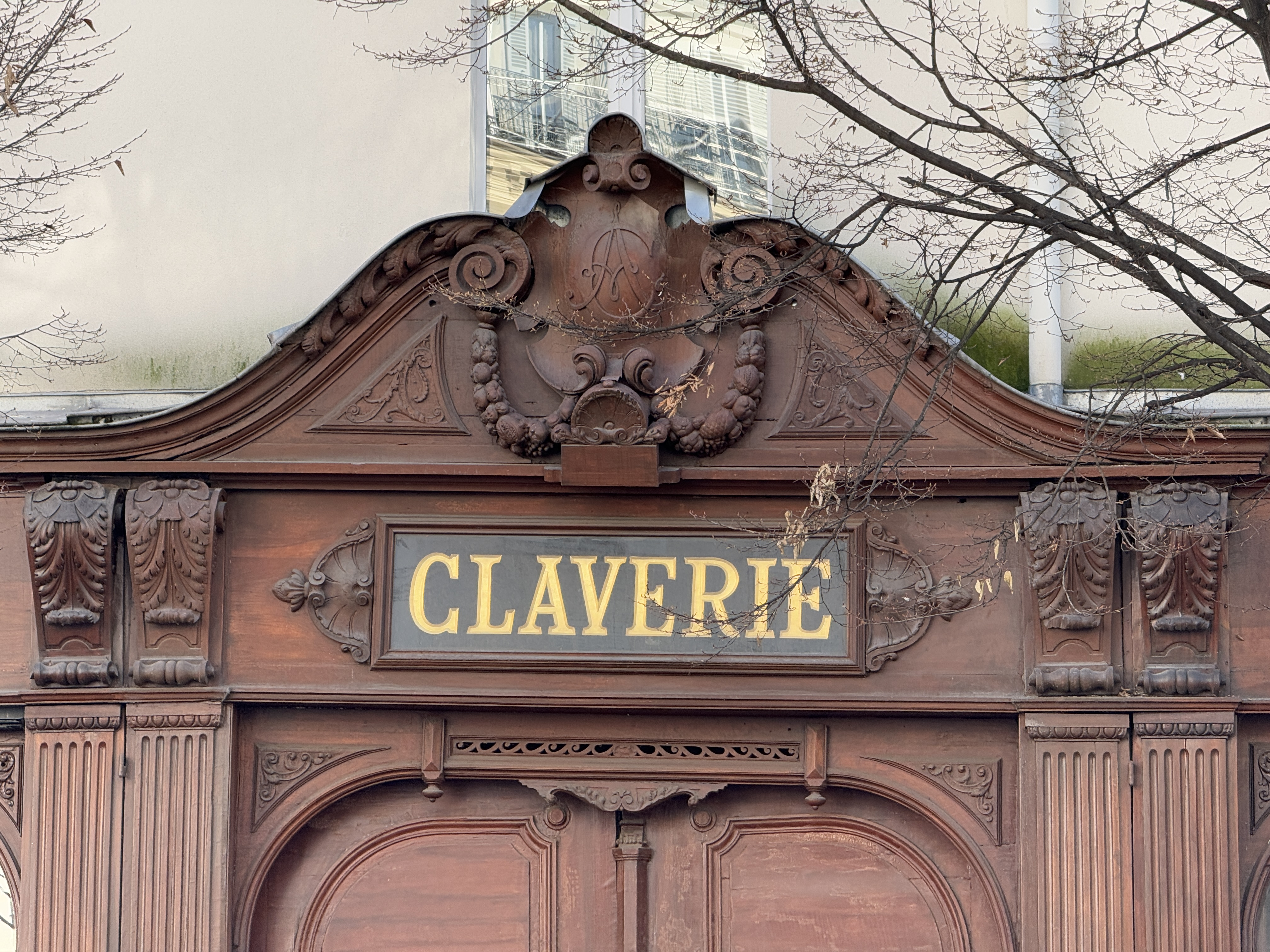
Détail de l'enseigne.

- no 236 : ancien domicile de Louis Rimbault (1877-1949), membre de la bande à Bonnot ;
- No 247 : ancienne fabrique de chocolats et, depuis 2003, siège du parti Europe Écologie Les Verts, dit « La Chocolaterie[18] ».

### Une annexe du camp de Drancy
Pendant l’occupation nazie, l’immeuble du magasin Lévitan, situé aux nos 85-87, a été réquisitionné par la Dienststelle Westen ; le propriétaire du magasin, Wolf Lévitan (1885-1965), était juif. À l’été 1943, le magasin Lévitan est devenu le Lager-Ost (camp est), annexe parisienne de Drancy. Cent vingt internés du camp de Drancy y ont été transférés le 18 juillet 1943,.
La journée, les détenus juifs travaillaient dans les étages au tri des objets qui arrivaient quotidiennement, et en grand nombre, en provenance des appartements des familles juives déportées. Les détenus vidaient les caisses, nettoyaient leur contenu et rangeaient méthodiquement l’ensemble du butin. Certains ont vu passer les biens de leurs familles ou de leurs proches. Le soir, ils dormaient et mangeaient au dernier étage. Parfois, ils étaient autorisés à se rendre sur la terrasse, seule possibilité pour eux de prendre l’air et de voir la lumière.
Le 12 août 1944, les juifs qui n’avaient pas encore été déportés ont été évacués en autobus pour Drancy. Certains détenus se sont évadés durant le transport. Les autres furent finalement libérés le 18 août 1944.
Après la Seconde Guerre mondiale, une plaque est apposée sur la façade : « De juillet 1943 à août 1944 cet immeuble, alors magasin Lévitan, a servi d'annexe au camp de Drancy. Ici les prisonniers étaient contraints de trier les meubles et les objets méthodiquement volés par les nazis dans les appartements des juifs. N’oublions jamais. »